# Schlacht bei Kock
Danzig – Westerplatte – Tucheler Heide – Krojanten – Mlawa – Radom – Wizna – Bzura – Brześć – Lemberg – Rawa Ruska – Lublin – Kampinos-Heide – Warschau – Szack – Modlin – Halbinsel Hel – Kock

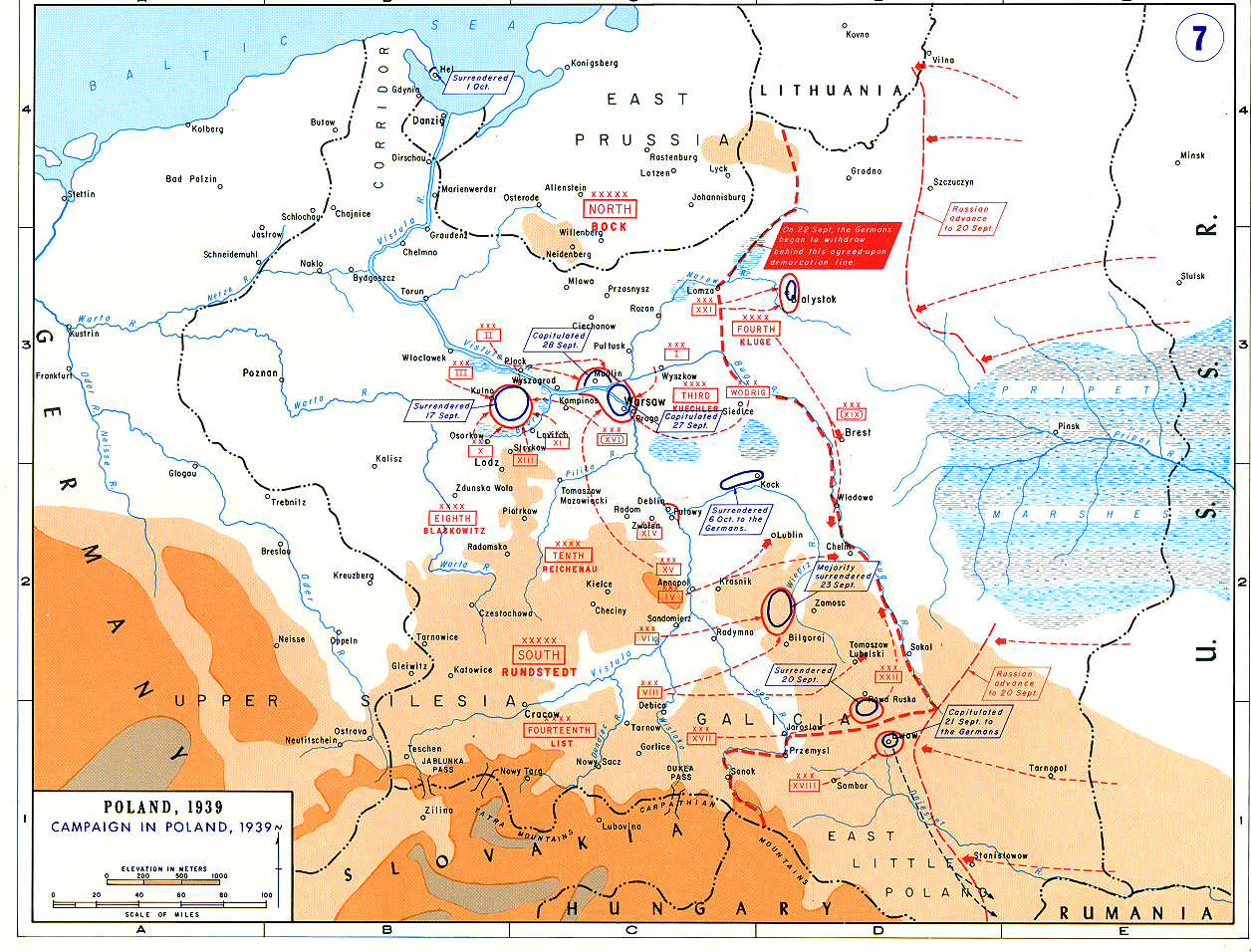
Gesamtlage

Die Schlacht bei Kock fand während des Zweiten Weltkrieges zwischen dem 2. und dem 6. Oktober 1939 nahe der zentralpolnischen Kleinstadt Kock, Woiwodschaft Lublin (1919–1939), statt. Es war die letzte Schlacht des Überfalls auf Polen bzw. des Polenfeldzuges. Einheiten der polnischen „Unabhängigen Operationsgruppe Polesien“ (poln. Samodzielna Grupa Operacyjna Polesie) unter General Franciszek Kleeberg (1888–1941) kämpften gegen Verbände des deutschen XIV. motorisierten Korps unter General Gustav von Wietersheim. Die Schlacht endete am Morgen des 6. Oktober mit einem polnischen Sieg. Aufgrund der aussichtslosen Gesamtlage an der Front und Erschöpfung der Munitionsvorräte erfolgte am selben Tag die Kapitulation der polnischen Einheiten. Mit dem Ende der Kampfhandlungen gerieten 17.000 polnische Soldaten in deutsche Kriegsgefangenschaft.

## Operative Karten

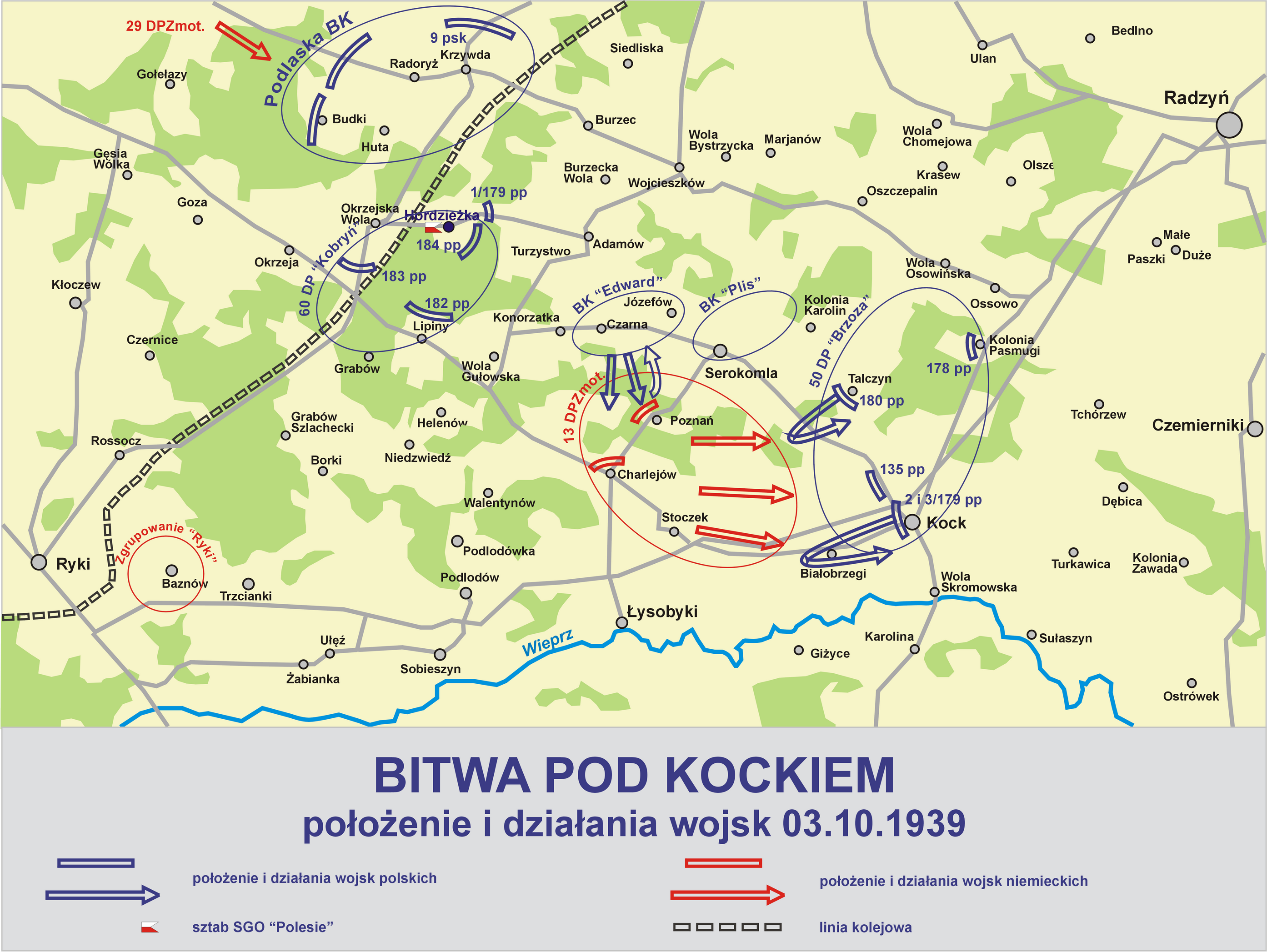
Kampf um Kock (3. Oktober 1939)
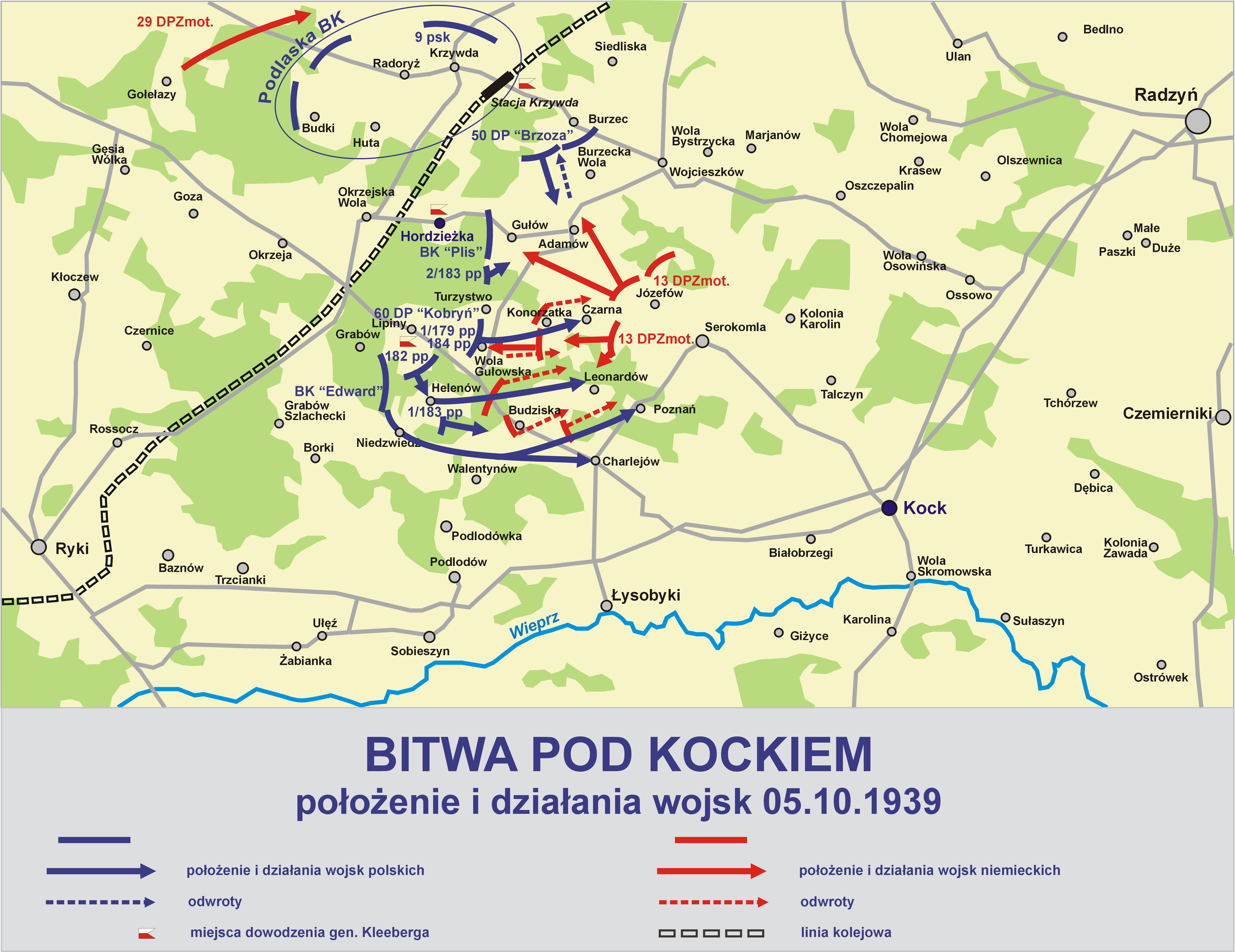
Kampf um Kock (5. Oktober 1939)